# Oxyprosopus comis
Oxyprosopus comis är en skalbaggsart som beskrevs av Bates 1879. Oxyprosopus comis ingår i släktet Oxyprosopus och familjen långhorningar. Inga underarter finns listade i Catalogue of Life.